# Joanna Zioło
Joanna Zioło (ur. 25 sierpnia 1931 w Paryżu) – polska nauczycielka, honorowy obywatel Kolbuszowej.

## Życiorys
Urodziła się w rodzinie polskich emigrantów, a w marcu 1939 roku wraz z mamą i bratem przyjechała do Polski. W 1949 roku ukończyła Liceum Ogólnokształcące w Tarnobrzegu. Studiowała filologię romańską na Katolickim Uniwersytecie Lubelskim. W latach 1958–1989 była nauczycielką języka francuskiego w Liceum Ogólnokształcącym w Kolbuszowej. W 1989 roku przeszła na emeryturę.
W latach 1990–1994 była radną kolbuszowskiej rady miasta. Z jej inicjatywy powołano Komisję Współpracy z Zagranicą Rady Miejskiej, którą kierowała w latach 1990-2015 (z wyjątkiem lat 1995-1998). Promowała oraz organizowała nawiązanie partnerstwa z miastem Ploërmel. Kiedy przekształcono Komisję Współpracy z Zagranicą Rady Miejskiej w Kolbuszowskie Stowarzyszenie Współpracy z Zagranicą „Kolbuszowa bez granic”, Joanna Zioło została jego honorowym prezesem. Koordynowała współpracę z miastami partnerskimi Kolbuszowej. Jest również pomysłodawczynią Konkursu Wiedzy o Historii Francji i Bretanii.

## Życie prywatne
W 1955 została żoną Bolesława Zioło, lekarza.

## Odznaczenia
- Medal za Zasługi dla Republiki Francuskiej, 1997[1]
- Krzyż Kawalerski Orderu Odrodzenia Polski, 2009[1]
- Honorowy obywatel Kolbuszowej, 2019[1]
- Zasłużony dla Miasta i Gminy Kolbuszowa[3]

## Publikacje
- 25 lat przyjaźni i współpracy Kolbuszowej i Ploërmel w dokumentach i wspomnieniach[1],
- Okruchy wspomnień[4],
- O przyjaciołach, o świecie i o mnie[5].